# نظرية الأوتار الفائقة
نظرية الأوتار الفائقة (بالإنجليزية: Superstring theory)‏ محاولة لشرح طبيعة الجسيمات الأولية والقوى الأساسية في الطبيعة ضمن نظرية واحدة عن طريق نمذجتهم جميعا في إطار اهتزازات لأوتار فائقة التناظر شبيهة بالأوتار في نظرية الأوتار. تعتبر هذه النظرية إحدى النظريات الواعدة المرشحة لحل إشكالية الثقالة الكمومية.يعتبر مصطلح «نظرية الأوتار الفائقة» هي اختصار لعبارة «نظرية الأوتار فائقة التناظر» أي انها تختلف عن نظرية الأوتار البوزونية التي تتضمن دورا للفرميونات مع التناظر الفائق.
المشكلة الأهم في الفيزياء النظرية تكمن في موائمة نظرية النسبية العامة، التي تصف الثقالة (الجاذبية) وتطبق على البنى واسعة المجال (نجوم، مجرات، تجمعات فائقة) مع نظرية ميكانيك الكم التي تصف القوى الأساسية الثلاث الأخرى.
و كانت النتيجة هي تطوير نظرية الحقل الكمومي للقوى التي أنتجت احتماليات لامنتهية وبالتالي كانت عديمة النفع في حل المشكلة. للتخلص من هذه اللانهايات كان لا بد للفيزيائيين من تطوير تقنيات رياضية بحتة (تدعى إعادة الاستنظام renormalization)، هذه التقنيات عملت بشكل ناجح مع القوى الثلاث: الكهرومغناطيسية والنووية الضعيفة والقوية، لكنها لم تكن ناجحة مع قوة الثقالة. لذا كان من الضروري تطوير نظرية كمومية للثقالة تعتمد وسائل مختلفة لاستيعاب ووصف كافة القوى

## تاريخ ونشأة نظرية الأوتار الفائقة
في الثمانينات وبينما كان فيزيائي شاب إيطالي يدعى غابرييل فينيزيانو يبحث عن بعض المعادلات الرياضية التي تصف القوى النووية الشديدة... وفي كتب الرياضيات القديمة التي يملكها وجد معادلة رياضية قديمة عمرها مئتا عام كتبها عالم سويسري يدعى ليونارد أويلر، ذهل فينيتسيانو باكتشافه أن تلك المعادلات التي اعتبرت لسنين عديدة مجرد فضول رياضي كانت تصف تلك القوى فعلاً وقام باكتشافه الذي اشتهر به فيما بعد في وصف القوى النووية الشديدة التي تؤثر في نواة الذرة، كان ذلك حدث ولادة نظرية الأوتار.
وبسبب شهرة هذا الاكتشاف فقد وقعت تلك المعادلات في يد فيزيائي أمريكي يدعى ليونارد سسكيند اكتشف أن وراء الرموز الرياضية وصف لشيء أكثر من مجرد جسيمات، فالمعادلة تقدم متحولات تصف اهتزازات ووصف لخيوط، فقام بدراستها أكثر ووجد أنها عملياً تصف خيوطاً مهتزة مثل الخيوط المطاطية حرة الطرفين، هذه الخيوط بالإضافة لصفاتها في التمدد والتقلص فهي تهتز بشكل دوراني أيضا حسب تلك المعادلة، المضحك أن سسكند عندما قدم بحثه للنشر تم رفضه لعدم أهميته واعتقد أن اكتشافه سيموت.
في تلك الأوقات، كان العلماء منشغلين في اكتشاف الجسيمات دون الذرية وأنواعها الجديدة من خلال اجبارها على الاصطدام ببعضها بسرعات عالية جداً لشطرها إلى جسيمات أصغر ودراسة نواتج تلك الانشطارات. كانت الاكتشافات متنوعة وأنواع الجسيمات المكتشفة كبير، أدى ذلك إلى استنتاجات بالغة الأهمية أهمها أن قوى الطبيعة يمكن وصفها كجسيمات أيضاً، مثلاً القوة التي تنشأ بين جسمين هي عبارة عن تبادل لجسيم (رسول) بينهما، وكلما انتقل بين الطرفين بمعدل أكثر كلما اقترب الجسمان من بعضهما أو بعبارة أخرى – زادت القوة بينهما. أي أن تبادل الجسيمات هو ما يخلق ما نشعر أنه قوة، وتم فعلاً تأكيد تلك النظريات باكتشاف الجسيمات المسؤولة عن القوة الكهرومغناطيسية والقوى النووية القوية (المسؤولة عن تماسك النواة في الذرة) والضعيفة (المسؤولة عن النشاط الإشعاعي الذري)، وشعر العلماء أنهم اقتربوا من تحقيق حلم توحيد القوى الذي بدأه اينشتاين، لأن تلك الجسيمات المسؤولة عن القوى الثلاث المذكورة تبدأ بالتشابه في الخصائص في حال تطبيق حالة الانفجار العظيم أي أنها تنصهر في ظروف درجة الحرارة العالية جداً عند الانفجار لتصبح نوعاً واحداً من القوى وبالتالي أصبح هناك نموذج رياضي للجسيمات والقوى أطلق عليه العالم ستيفن وينبيرج اسم النموذج القياسي، لكن خلف ذلك النجاح برزت مشكلة كبيرة... فذلك النموذج القياسي للجسيمات والقوى استطاع أن يصف ثلاث فقط من القوى الرئيسية في الفيزياء مهملاً القوة الرابعة (الجاذبية) لأنها كانت تعمل خارج نطاق المستوى الكمي.
في أواخر السبعينات كان العلماء المتبنون لنظرية الأوتار قليلون ومهملون ويعانون من مشاكل كبيرة في النظرية.. فتلك النظرية مثلا تنبأت بوجود جسيمات عديمة الكتلة تستطيع أن تنطلق بسرعة أكبر من سرعة الضوء (وهذا غير ممكن طبقاً للنظرية النسبية). كانت أيضا تتنبأ بجسيمات بلا كتلة تماماً (غير مرئية وغير ممكن التحقق من وجودها). كانت تحتاج لعشر أبعاد بدلاً من الأبعاد الأربعة (ثلاث أبعاد للمكان وبعد زمني). كانت أيضا متضاربة النتائج الرياضية تعطي أرقاماً تدل على عدم توافق معادلاتها. إلى أن جاء العالم جون شوارتز الذي بدأ بوضع تعديلات للنظرية وربط النظرية مع الجاذبية وافتراض أن حجم تلك الأوتار أصغر بمئة مليار مليار مرة من الذرة وبدأت النظرية تأخذ شكلا صحيحا، والجسيم الذي لم يكن يملك كتلة كان بنظر جون شوارتز هو (الجرافيتون) Graviton، وهو البوزون المسؤول عن نقل قوة الجاذبية على المستوى الكمي. وهو بذلك حل الجزء المفقود الذي قدمه ستيفن وينبيرغ في النموذج القياسي الذي كان يفتقد لوصف الجاذبية على المستوى الكمي، رغم ذلك لم يحظ ذلك البحث أيضا بالاهتمام وبقيت النظرية في الظلام وبقي يعمل فيها ويؤمن بها عالمان اثنان من مجتمع العلماء الفيزيائيين هما جون شوارتز ومايكل غرين.
وصل هذان العالمان في أوائل الثمانينات إلى حل المشاكل الرياضية في النظرية وبدأت النظرية تصف القوى الثلاثة الأخرى إلى جانب الجاذبية وهي القوة الكهرومغناطيسية والقوى النووية القوية (المسؤولة عن تماسك النواة في الذرة) والضعيفة (المسؤولة عن النشاط الإشعاعي الذري). وقاد هذا الاكتشاف المذهل العلماء إلى التهافت على النظرية بالمئات وحظيت النظرية أخيرا على الاهتمام وتم تسميتها (نظرية الكل) نظرية كل شيء.

## أبعاد اضافية
الفضاء المادي يتكون من ثلاث أبعاد عملاقة (الطول + العرض + الأرتفاع) وايضا من بعد رابع وهو الزمن هذا يكون مايسمى بالزمكان (ذو الاربع ابعاد) ولا يوجد مايمنع وجود أبعاد أخرى إضافية، في حالة نظرية الأوتار الفائقة تناسق النظرية يتطلب وجود 10 أبعاد (الأبعاد الثلاثية للفضاء + الزمن + 6 أبعاد إضافية)

## أهمية النظرية
استطاعت النظرية توحيد قوى وجسيمات الطبيعة بشكل واحد مذهل فالبروتونات والنيوترونات والالكترونات التي تتكون منها الذرات تتكون من أجزاء أصغر هي الكواركات، تلك الكواركات التي كان يعتقد أنها مادة هي وبحسب نظرية الأوتار عبارة عن أوتار أو خيوط صغيرة جداً من الطاقة تهتز بعدة اتجاهات وطرق. كل وتر من هذه الأوتار حجمه صغير جدا مقارنة بالذرة،
وكل اهتزاز معين لتلك الأوتار يعطي الجسيم خصائصا مختلفة.. فقد يشكل الاهتزاز جزيئا مكونا لذرات المادة أو الطاقة أو الجاذبية...أي أن كل ما في هذا الكون من مادة أو طاقة أو شحنات هي في الواقع أوتار لكنها مهتزة بطرق مختلفة مثل النغمات الموسيقية التي تنتجها آلة التشيلو مثلا حيث كل تردد في وتر الآلة يعطي نغمة موسيقية معينة. والفرق الوحيد بين الجسيمات التي تكون مادة الخشب والجسيمات التي تظهر كطاقة الجاذبية هي طريقة اهتزاز تلك الأوتار فقط، كانت نظرية الأوتار الفائقة حلقة الوصل بين ميكانيكا الكم والنظرية النسبية لأنها تلغي الفروقات بينهما بناء على طبيعة الأوتار وخصائصها، والكون الفوضوي على المستوى الكمي يصبح أقل فوضوية وأقرب إلى الكون الكبير على مستوى الأجرام السماوية، وهو نصر كبير لعلماء الفيزياء النظرية.